# Kleomedes von Astypalaia
Kleomedes von Astypalaia (altgriechisch Κλεομήδης Ἀστυπαλαιεύς) war ein berühmter Faustkämpfer.
Im Falle seines Sieges bei den 72. Olympischen Spielen (492 v. Chr.) gelobte Kleomedes die Opferung eines weißen Stieres für den Gott Apollon. Weil er bei den Spielen seinen Gegner Ikkos aus Epidauros im Faustkampf zwar bezwang, aber durch einen regelwidrigen Schlag tötete, weigerten sich die Hellanodiken (Kampfrichter), ihm den Preis zuzuerkennen. Dies machte ihn so rasend, dass er nach Astypalaia zurückkehrte, in die Schule, in der er seine Kampfeskunst erlernt hatte, eindrang und eine tragende Säule niederriss. Das Gebäude stürzte ein und begrub 60 Knaben unter sich. Der angedrohten Steinigung durch seine Mitbürger konnte er sich zunächst durch Flucht in einen Tempel der Göttin Athene entziehen. Doch die erzürnten Leute verfolgten ihn auch dorthin. Er versteckte sich in einer Kiste, und als diese aufgebrochen wurde, befand er sich nicht mehr darin; vielmehr fehlte von ihm jede Spur. Das deswegen konsultierte Orakel von Delphi verkündete, dass ihm als letztem der Heroen Griechenlands geopfert werden solle.